# Editorial Científica Cinematográfica
Fou una empresa dedicada a l'animació de caràcter científic i divulgatiu creada l'any 1947 per Jaume Baguñà.
A partir de l'any 1945 la producció cinematogràfica en el món de l'animació comença a devallar per culpa, entre d'altres, de l'obligatorietat de projectar el NO-DO abans de la sessió cinematogràfica. En aquesta veta de mercat s'havia especialitzat la productora Dibujos Animados Chamartín. El seu fundador, Jaume Baguñà, va decidir llavors orientar l'empresa envers la publicitat i l'animació cientificodidàctica. Amb aquesta finalitat va crear l'Editorial Científica Cinematogràfica l'any 1945. Des del 1945 fins al 1961 aquesta productora va crear més d'una vintena de curtmetratges animats i filmines, amb temes tan diversos com ara: Fisiología de la audición (1947) o Historia de España (1950). A partir del 1962 l'Editorial Científica Cinematogràfica es troba endeutada degut a les demores en els pagaments per part del Ministerio, que van comportar desavinences entre els germans Baguñà, Jaume i Josep Maria, fins al cessament de tota activitat.

## Filmografia
- 1945: Mecanismo de la circulación de la sangre.
- 1947: Fisiología de la Audición
- 1951: Una excursión al laberinto
- 1955: Flexores de la mano
- 1956: Fisiología de la respiración
- 1958: Fisiología de la digestión
- 1960: La tierra cuenta su historia
- 1961: Los ríos